# Wydundra voc
Wydundra voc là một loài nhện trong họ Gnaphosidae.
Loài này thuộc chi Wydundra. Wydundra voc được Christa Deeleman-Reinhold miêu tả năm 2001.